# Petr Benda (biolog)
Petr Benda – czeski chiropterolog, publikujący głównie rewizje taksonomiczne na temat nietoperzy (Chiroptera).
Jest głównym kuratorem kolekcji ssaków oraz profesorem mianowanym na wydziale nauk ścisłych Uniwersytetu Karola w Pradze (w 2015 r.). Magistrem inżynierem Wydziału Zoologii Uniwersytetu Karola w Pradze stał się w 1993 roku dzięki pracy „Morphometric variation of the west-Palaearctic forms of the subgenus Myotis”; swój doktorat obronił w 2001 roku po publikacji „Notes on the systematics and biogeography of Eurasian bats (Mammalia: Chiroptera)”.
Autor 195 prac poświęconych nietoperzom, w tym m.in. opisów brodawkonosa jemeńskiego (Rhinopoma hadramauticum), karlika libijskiego (Pipistrellus hanaki), jednego z podtaksonów karlika drobnego (P. cyprius), P. creticus, jednego z podgatunków nocka Alkatoe (Myotis alcathoe). Oprócz tego bada on ektopasożyty tych latających ssaków.